# ダイアナ湯川
ダイアナ湯川（Diana Yukawa, 1985年9月16日 - ）は、主にイギリスと日本で活動するヴァイオリニスト。東京都生まれ。ロンドン在住。
姉のキャシー湯川はピアノ・デュオ「Yukawa-Chan Piano Duo」で活躍するピアニスト。

## 人物・来歴
父は日本人・湯川昭久（住友銀行幹部から住銀総合リース副社長に転身）で、母はイギリス人バレエダンサーのスーザン・ベイリーである。婚外子として生まれる。しかし父は、湯川の出生3週間前の8月12日に発生した日本航空123便墜落事故によって56歳で逝去。
生後まもなく母の祖国イギリスに移り、ロンドンで育つ。「娘を音楽の道へ」という父の遺志のもと、5歳からヴァイオリンを始め、8歳よりロンドン王立音楽院教授のロドニー・フレンドに師事する。9歳のときにヤッシャ・ハイフェッツの演奏に触発される。
1999年11月、セント・ジェームスにおいてブルッフのヴァイオリン協奏曲第1番を演奏してロンドン・デビューを果たす。
2000年9月、クラシカル・アルバム『天使のカンパネラ』でCDデビュー。同アルバムは2001年に英国でも『Elegy(エレジー)』として発売される。
2001年8月、ロイヤル・フィルハーモニー管弦楽団と共演した作品『コンチェルト』を発売。
2009年10月21日、8年ぶりの3作目となる『バタフライ・エフェクト』を発売。過去2枚の純クラシック作品とは全く異なる、ヴァイオリンを駆使した新しいサウンド構築を実現させている。
2009年、母が長年当局に働きかけていた、出生以前に死亡した父の名前をイギリスの出生証明書に記すことが認められた。

## 主な作品
- 天使のカンパネラ（2000年、BMG、規格品番：BVCC-31040、使用ヴァイオリン：1656年製ニコロ・アマティとストラディバリウス）
- コンチェルト（2001年、BMG、規格品番：BVCC-31053、使用ヴァイオリン：1696年製グァルネリ）
- バタフライ・エフェクト（2009年、Sony Music Japan、規格品番：BVCP 40157）